# Insula Nevis
Insula Nevis este o insulă mică cu suprafața de  93 km² și 11.500 de locuitori, situată în Marea Caraibilor, arhipelagul Antilele Mici, aparținând de statul federal insular Saint Kitts și Nevis. Numele insulei provine din spaniolă, fiind dat de Cristofor Columb. În perioada glaciară, nivelul mării era sub nivelul ei actual cu cca. 60 de m, iar cele două insule Saint Kitts și Nevis erau unite.